# Montenotte

Franse departement in Noord-Italië

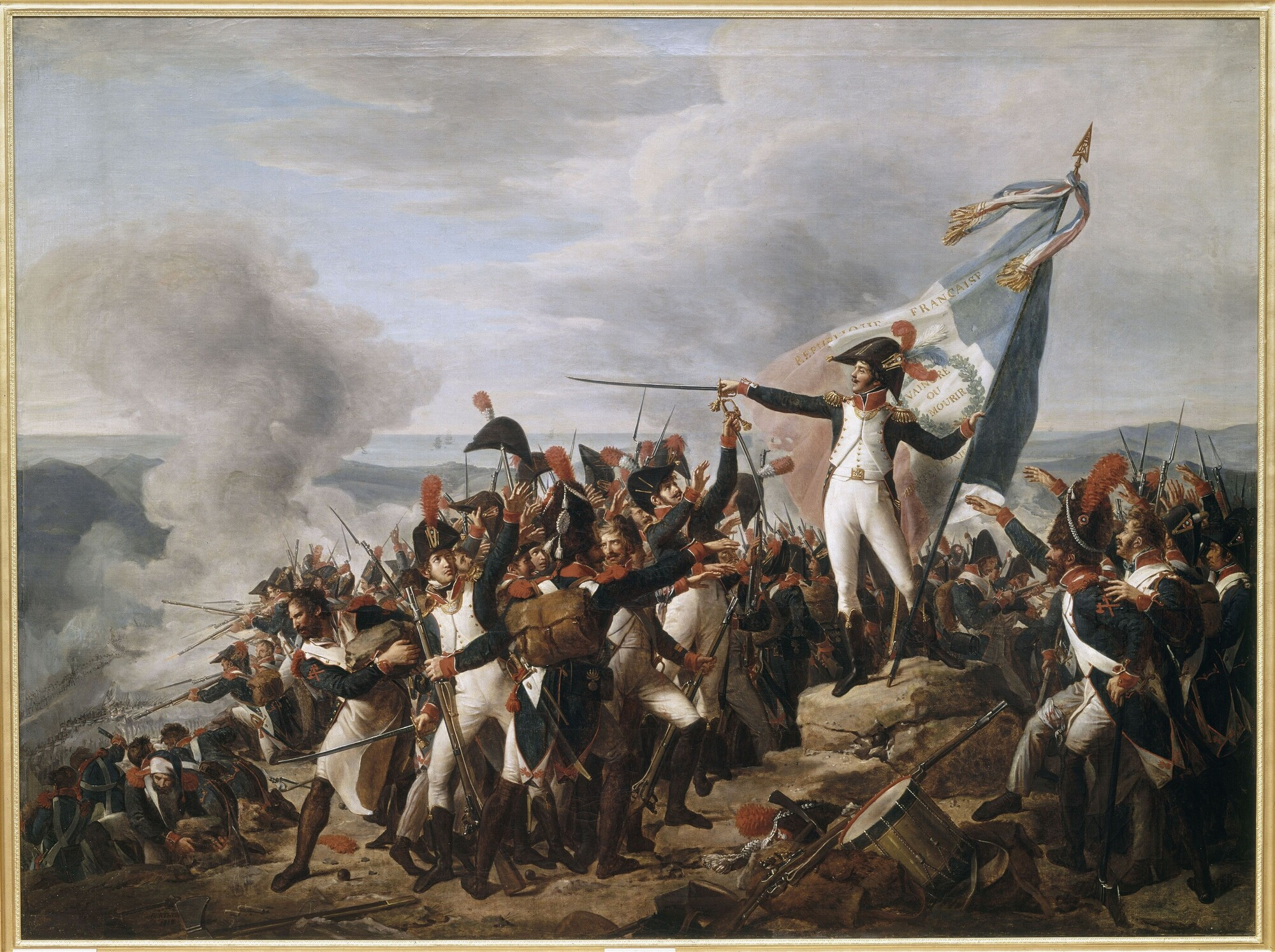
Slag van Montenotte (1796) gewonnen door Napoleon Bonaparte

Het departement Montenotte (1805-1814) was een Frans departement in Noord-Italië, met als hoofdplaats Savona. Montenotte maakte deel uit van het Eerste Franse Keizerrijk.
Na de afschaffing van de Ligurische Republiek, richtte de Fransen het departement Montenotte op, een van de Ligurische departementen (1805). De naam kwam van het dorp Montenotte waar Napoleon Bonaparte negen jaar tevoren de Oostenrijkers had verslagen (1796). De Oostenrijkers stonden onder bevel van de Beaulieu. De veldslag was deel van de Italiaanse Veldtocht van 1796-1797. Deze overwinning uit 1796 werd herinnerd in de naam van het Frans departement (1805).
Het departement Montenotte had de prefectuur Savona, in de hoofdplaats, en de onderprefecturen Acqui Terme, Ceva en Port-Maurice. Het grondgebied van het departement kwam overeen met de huidige provincies van Italië Savona, Alessandria, Imperia en Cuneo.
Het departement Montenotte stond in de belangstelling in de jaren 1809-1812; paus Pius VII werd toen gevangen gehouden in Savona onder bevel van de prefect Gaspard de Chabrol.
Na 1814 ging het departement naar het koninkrijk Piëmont-Sardinië.
- Virtual International Authority File: 247324585